# Torneo Tirreno Power 2011
Il Torneo Tirreno Power 2011 è stato un torneo di tennis facente parte della categoria ITF Women's Circuit nell'ambito dell'ITF Women's Circuit 2011. Il torneo si è giocato a Civitavecchia in Italia dal 18 al 24 aprile 2011 su campi in terra rossa e aveva un montepremi di $25,000.

## Vincitori

### Singolare
María-Teresa Torró-Flor ha battuto in finale  Anna-Giulia Remondina con il punteggio di 6–3, 6–4

### Doppio
Danielle Harmsen /  Réka-Luca Jani hanno battuto in finale  Diana Enache /  Liana Ungur con il punteggio di 6–2, 6–3